# Balkan brass
Balkan brass eller tjotjek (serbisk: čoček / чочек) er en musikgenre, som oprinder fra det 19. århundredes Serbien, hvor militære trompeterer omformede folkemusik. Musikken er populær over hele Balkan, især i Serbien, Makedonien og Bulgarien. Musikkens taktslag er sædvanligvis hurtige fulgt af kolo folkedans. De bedst kendte eksempler på anerkendte kunstnere indenfor denne genre er Goran Bregović og Boban Marković Orkestar. Den serbiske filmskaber Emir Kusturica har i adskillige af sine film benyttet sig af musikken og gjort den populær udenfor Balkan.
Det største Balkan brass arrangement i verden er Guča Trompetfestival, som er en fem-dages årlig festival med omkring 300.000 besøgende i
Guča i Serbien.

## Kendte Balkan brass bands
- Boban Marković
- Fanfare Ciocărlia